# Нкурунзиза, Пьер
Пьер Нкурунзиза (рунди и фр. Pierre Nkurunziza; 18 декабря 1964, Бужумбура, Королевство Бурунди — 8 июня 2020, Карузи, Республика Бурунди) — президент Бурунди с 26 августа 2005 по 8 июня 2020 года, лидер партии «Национальный совет обороны демократии — Силы обороны демократии», первоначально повстанческой группировки хуту (общности, к которой он принадлежал), ставшей затем партией.

## Биография
Сын губернатора двух провинций страны, убитого в период волнений 1972 года. В 1987-1990 годах учился на факультете физической культуры и спорта Университета Бурунди, после этого преподавал в университете, средних школах и военной академии, также тренируя футбольную команду первого национального дивизиона  New Sporting Club.
После убийства Мельхиора Ндадайе, первого президента-хуту, поначалу не участвовал в гражданской войне, однако, после того, как летом 1995 года подвергся нападению в кампусе университета со стороны вооруженных ополченцев-тутси, вступил в НСОД. С 1998 года заместитель генерального секретаря партии, с 2001 года председатель. 
С конца 2003 года министр по делам улучшения администрации в правительстве Домисьена Ндайизейе. После победы своей партии на парламентских выборах 2005 года был выдвинут кандидатом в президенты. Не имея соперников, был избран парламентом на пятилетний срок. В следующий раз проводились прямые президентские выборы.
В течение первого срока установил авторитарный режим и преследовал оппозиционные силы. Для борьбы с не сложившими оружие представителями FNL использовал внесудебные расправы и похищения людей. Из-за методов, которые использовали власти, уже в марте 2006 года лидер Фронта за демократию в Бурунди (FRODEBU) Леонс Нгендакумана приказал трём министрам от своей партии в знак протеста выйти из правительства. FRODEBU со временем отказалась даже участвовать в работе парламента; UPRONA сотрудничала с властями дольше но, в конце концов, присоединилась к бойкоту президентских выборов 2010 года.
Выборы состоялись 28 июня 2010 года, однако Нкурунзиза остался на них единственным кандидатом, после того, как кандидаты от оппозиции отказались участвовать в выборах после нарушений на местных выборах 24 мая. На выборах Нкурунзиза получил поддержку 91,62 % избирателей при явке избирателей в 76,98 %.
26 апреля 2015 года Нкурунзиза объявил, что пойдёт на третий срок на предстоящих президентских выборах, поскольку в первый раз был избран не населением, а парламентом. После этого в стране начались протестные акции и демонстрации.
13 мая генерал-майор Годфруа Нийомбаре заявил о военном перевороте, военные окружили здание телерадиокомпании и заявили об отстранения Нкурунзизы от власти. Сами же власти заявляют, что президент во время «переворота» находился в Танзании. 15 мая было объявлено, что бурундийские военнослужащие арестовали генерала Годфруа Нийомбаре, попытавшегося свергнуть президента, а ранее также были арестованы три генерала-мятежника. Однако позднее пресс-секретарь президента опроверг утверждение об аресте Нийомбаре. В ходе беспорядков погибли, по разным данным, до 1200 человек, около 200 тысяч бежали в соседние страны.
Пьер Нкурунзиза в третий раз одержал победу на прошедших 21 июля 2015 года президентских выборах, получив 69,41 % голосов. Глава оппозиции Агатон Рваса отказался признать победу на выборах действующего президента страны Пьера Нкурунзизы и потребовал проведения повторного голосования.

Президент США Барак Обама во время своей поездки по Африке в июле 2015 года привёл Пьера Нкурунзизу в качестве примера того, как руководитель страны своим отказом сложить полномочия после второго срока приводит к беспорядкам и волнениям в стране:
Когда лидер пытается изменить правила игры и остаться у власти, он рискует спровоцировать нестабильность и раздоры.
В мае 2018 года на референдуме были приняты поправки к Конституции Бурунди. Они включали продление президентского срока с 5 до 7 лет (с ограничением в два последовательных срока), возвращение поста премьер-министра и уменьшение числа вице-премьеров. Нкурунзиза мог вновь баллотироваться на всеобщих выборах 20 мая 2020 года, но отказался идти на четвёртый срок, заявив что примет титул «верховного вождя патриотизма», с которым будущие власти обязаны будут консультироваться на предмет того, что патриотично, а что нет. Победу одержал проправительственный кандидат Эварист Ндайишимийе. Срок Нкурунизы истекал в августе 2020 года.
Однако после завершения выборов Пьер Нкурунзиза внезапно скончался 8 июня в городе Карузи, как сообщалось, в результате сердечного приступа. По другим данным, президент умер из-за заболевания COVID-19, с которым была госпитализирована его жена, и опасность которого он сам отрицал.